# 香蕉粉

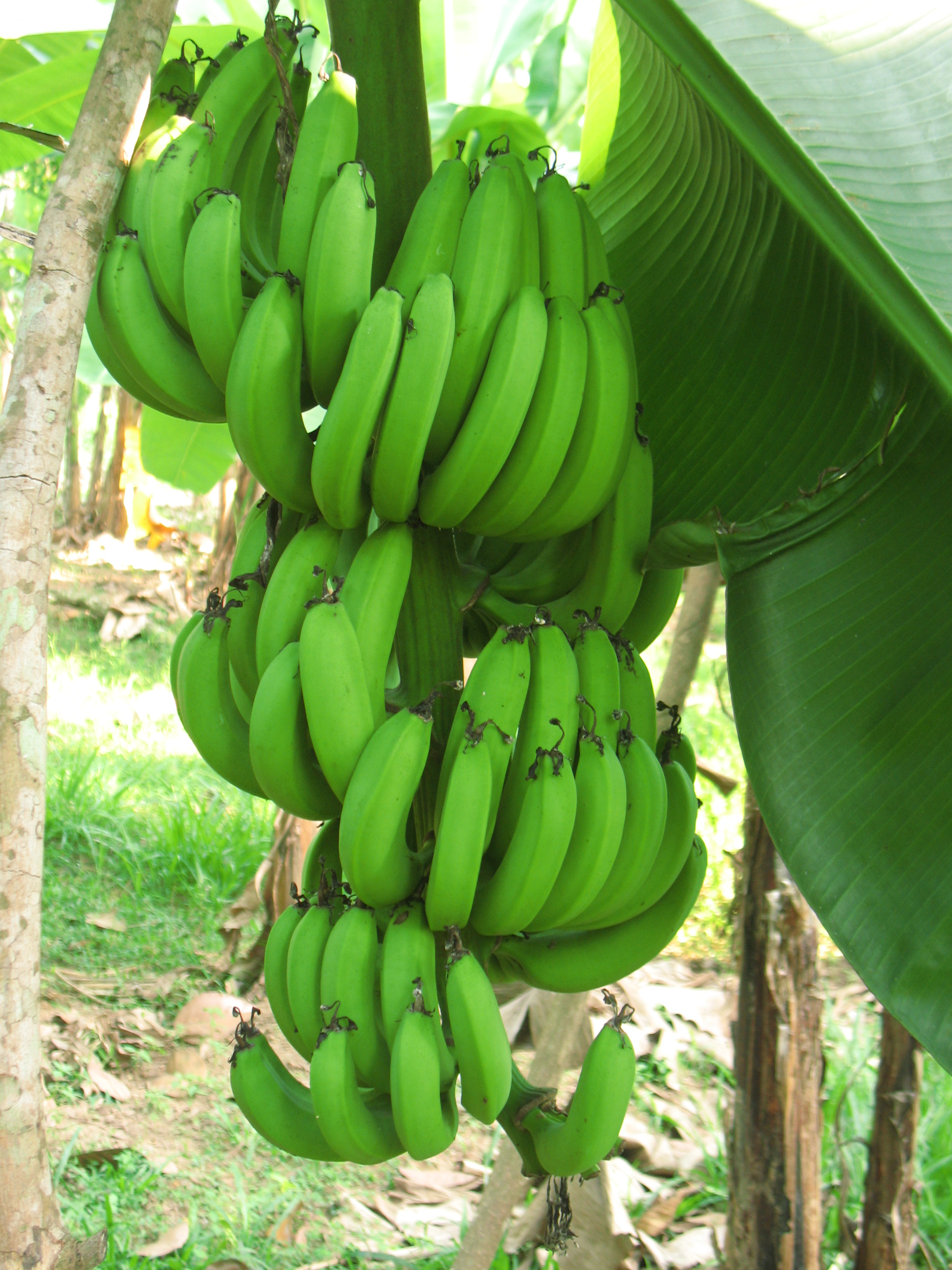
制作香蕉粉的原料青香蕉

香蕉粉，或称青香蕉粉，通常指用青香蕉制成的面粉。传统上作为比小麦粉更经济的替代品，在非洲和牙买加有广泛使用。现在有时作为小麦粉的无麸质替代品，或是作为抗解淀粉使用。在旧石器饮食（paleo）和原始饮食（primal）等的饮食方式中受到欢迎，也被一些营养学研究推荐。由于以青香蕉为原料，生的香蕉面有淡淡的香蕉味，但烹饪后会消失，倒是会有一些泥土的味道。此外，它也有和轻小麦粉类似的质感，且所需使用量大约少四分之一，使其成为白面粉或是全麦白面粉的优良替代品。

## 制作方法
香蕉面的制作通常选用青香蕉，将其剥皮，切段，脱水，再经研磨后即可制成。此过程完全可以手工完成，可以将香蕉晾干或在烤炉中烘干，再使用杵臼或电动研磨机磨碎。通常需要使用8至10千克的青香蕉才能做成1千克的香蕉面。近年来，许多非洲和南美洲国家逐步开始香蕉粉的大规模工业化生产。

## 用法

### 无麸质
由于香蕉粉不含有麸质，淀粉含量极高，可以作为各类面粉的无麸质替代品。这对患有乳糜泻的或选择无麸质饮食的人来说极为有用。

### 抗性淀粉
香蕉粉中含有大量的抗性淀粉，这类淀粉不会被消化。使用不同的原料和制作方法，可以获得高抗性淀粉（大于60%）的和低抗性淀粉（低于10%）的产品。香蕉粉通常生用，如果制熟可能会分解抗性淀粉，降低其含量。

### 饲料和胶水
香蕉粉在世界各地都有作为饲料使用，通常作为小牛所饮用的牛奶替代品的原料之一。也可用作生产牲畜饲料（作为凝固剂）和胶水的原料。

## 环保优势
全球范围内的多位学者都建议通过生产香蕉粉降低香蕉浪费。许多未成熟的香蕉由于不能直接出口，都会被直接扔掉或废弃。而这些未成熟的香蕉完全适合用于香蕉粉的生产。由此，可以极大的降低香蕉浪费。不仅蕉民可以获得更多收入，也能降低对环境的影响，同时亦可以在不增加种植面积的情况下增加全球食物产量。